# 戸田恵子 オトナクオリティ
『三菱電機プレゼンツ 戸田恵子 オトナクオリティ』（みつびしでんきプレゼンツ とだけいこ オトナクオリティ）は、ニッポン放送にて2015年10月4日より2022年9月25日まで毎週日曜の14:00 - 14:30に放送されていたトーク番組。パーソナリティは声優・女優の戸田恵子。
2020年9月まではNRN基幹局であるニッポン放送を中心とした9つのラジオ局で放送されていた。詳細は後述。

## 概要
この番組は、『杏のAnytime Andante』の後期スポンサーであり、また戸田がイメージキャラクター を務めている三菱電機が引き続き1社提供で協賛する番組で、週末のひと時を過ごす大人のリスナーに、上質と本物にこだわった「ひと・もの・こと」のクオリティーを、戸田やゲスト が語るという内容である。
また戸田の声優としてのキャリアを生かしたミニラジオドラマ（小芝居）「オトクリ・ミニッツ・シアター」 も展開する予定である。戸田のレギュラーラジオ番組は同じニッポン放送で1998年秋から1999年春にかけてのナイターオフ期間に夜ワイド番組として放送された『大滝詠一プロデュースSHOWAベストヒットコレクション』以来。
年数回、公開生放送or収録が、番組の1社協賛社である三菱電機のショールーム・「三菱電機イベントスクエア・METoA Ginza（メトア銀座）」（東急プラザ銀座内）で行われているが、2018年度以降は公開放送は行われていない。
2020年9月13日 放送の番組で、LF以外の地方ネット局向けの放送を9月27日 の放送をもって終了し、10月4日からはLF首都圏ローカルのみで放送を続けると発表した。ポッドキャストなどのネットラジオは引き続き配信される。
しかし、2022年8月28日の放送の中で、2022年9月いっぱいをもって、この番組の放送を終了することが発表された。
テーマ曲は小沢健二 「大人になれば (inst.)」（エンディングのみ、番組宣伝でも使用）。

## ネット局
※放送時間は前番組と同様に各局により異なり、土曜に先行放送される局あり。
放送時間の早い順から記載。
| 放送対象地域 | 放送局             | 放送時間（JST）        | 時差   | 備考  |
| ------------ | ------------------ | ---------------------- | ------ | ----- |
| 関東広域圏   | ニッポン放送（LF） | 毎週日曜 14:00 - 14:30 | 製作局 | [ 9 ] |

過去のネット局
※2020年9月をもって終了。
| 放送対象地域 | 放送局                | 放送時間（JST）        | 時差          | 備考   |
| ------------ | --------------------- | ---------------------- | ------------- | ------ |
| 静岡県       | 静岡放送（SBS）       | 毎週土曜 17:00 - 17:30 | 21時間先行    |        |
| 近畿広域圏   | 朝日放送ラジオ（ABC） | 毎週土曜 23:00 - 23:30 | 15時間先行    | [ 10 ] |
| 北海道       | STVラジオ             | 毎週日曜 9:30 - 10:00  | 4時間30分先行 | [ 11 ] |
| 宮城県       | 東北放送（TBC）       | 毎週日曜 9:30 - 10:00  | 4時間30分先行 |        |
| 広島県       | 中国放送（RCC）       | 毎週日曜 11:00 - 11:30 | 2時間先行     |        |
| 中京広域圏   | 東海ラジオ（SF）      | 毎週日曜 11:30 - 12:00 | 2時間30分先行 |        |
| 石川県       | 北陸放送（MRO）       | 毎週日曜 17:00 - 17:30 | 3時間遅れ     |        |
| 福岡県       | 九州朝日放送（KBC）   | 毎週日曜 17:30 - 18:00 | 3時間30分遅れ | [ 12 ] |

なお当番組はインターネットラジオのポッドキャストでもニッポン放送での放送後、トークコーナーの部分を中心に抜粋して配信している。